# Basket Team Crema 2023-2024
Questa voce raccoglie le informazioni riguardanti il Basket Team Crem nelle competizioni ufficiali della stagione 2023-2024. 

## Stagione
Il Basket Team Crema, sponsorizzato dalla Trony filiale di Bagnolo Cremasco, ha partecipato nella stagione 2024/2025 alla serie C regionale, nonostante avesse ottenuto il diritto a rimanere nella serie A1. Nell'estate 2023 la società comunicava la rinuncia per l'impossibilità ad affrontare gli alti costi economici necessari per partecipare nuovamente alla massima serie del campionato femminile cedendo il titolo sportivo alla neo costituita OBG Roma Basket decidendo, quindi di iscriversi al campionato di serie C.

### Classifica qualificazione est girone A
Prima fase di qualificazione con doppio turno all'italiana.
| Pos. | Squadra                        | Pt | G  | V  | P  |
| ---- | ------------------------------ | -- | -- | -- | -- |
| 1.   | Ororosa Bergamo                | 28 | 14 | 14 | 0  |
| 2.   | Cremonese Basket               | 18 | 14 | 9  | 5  |
| 3.   | Gruppo Sportivo Casigasa Parre | 16 | 14 | 8  | 6  |
| 4.   | Brixia Brescia squadra B       | 12 | 14 | 6  | 8  |
| 5.   | Basket Team Crema              | 10 | 14 | 5  | 9  |
| 6.   | Basket Più Rezzato             | 10 | 14 | 5  | 6  |
| 7.   | Polisportiva Vobarno           | 10 | 14 | 5  | 9  |
| 8.   | Polisportiva Cappuccinese      | 8  | 14 | 8  | 10 |

### Classifica poule silver girone est
Il risultato della prima parte decretava l'inserimento nella Poule Silver girone est, fase di qualificazione con doppio turno all'italiana.
| Pos. | Squadra                   | Pt  | G  | V  | P  |
| ---- | ------------------------- | --- | -- | -- | -- |
| 1.   | San Gabriele Milano       | 22  | 14 | 11 | 3  |
| 2.   | Basket Più Rezzato        | 20  | 14 | 10 | 4  |
| 3.   | Polisportiva Vobarno      | 18  | 14 | 9  | 5  |
| 4.   | Basket Team Crema         | 16  | 14 | 8  | 6  |
| 5.   | GSQSA Milano              | 140 | 14 | 7  | 7  |
| 6.   | Polisportiva Cappuccinese | 120 | 14 | 6  | 8  |
| 7.   | Eureka Monza              | 8   | 14 | 4  | 10 |
| 8.   | Idea Sport Milano         | 2   | 14 | 1  | 13 |

### Play Out
A seguito della classifica della Poule Silver il Basket Team Crema veniva ammesso ai Play Out dove vinceva al primo turno ottenendo il diritto a rimanere nella serie C regionale.
| Squadra 1         | Totale | Squadra 2    | Gara 1  | Gara 2  | Gara 3  |
| ----------------- | ------ | ------------ | ------- | ------- | ------- |
| Girone Nord       |        |              |         |         |         |
| Basket Team Crema | 0 - 3  | CAT Vigevano | 71 - 38 | 68 - 45 | 54 - 38 |

## Roster 2023-2024
Dal sito ufficiale.
| Basket Team Crema | Basket Team Crema |
| Giocatrici        | Staff tecnico     |
| ----------------- | ----------------- |

| 4  | Italia (bandiera) | G  | Chiara Aguggini     | 2005 |        |  |  |
| 10 | Italia (bandiera) | PG | Margherita Gaiaschi | 2008 |        |  |  |
| 16 | Italia (bandiera) | PG | Benedetta Gaudioso  | 2006 | 168 cm |  |  |
| 2  | Italia (bandiera) | P  | Giada Mercadante    | 2005 |        |  |  |
| 5  | Italia (bandiera) | A  | Elena Occhiato      | 2005 |        |  |  |
| 8  | Italia (bandiera) | C  | Chiara Pellegrini   | 2004 |        |  |  |
| 3  | Italia (bandiera) | G  | Noa Priore          | 2005 |        |  |  |
| 9  | Italia (bandiera) | C  | Francesca Radaelli  | 2004 |        |  |  |
| 12 | Italia (bandiera) | G  | Elisa Guerini       | 2003 |        |  |  |
| 14 | Italia (bandiera) | P  | Stefania Severgnini | 2004 |        |  |  |
| 13 | Italia (bandiera) | C  | Elisa Viviani       | 2000 |        |  |  |

| Allenatore                                                                  |
| - Filippo Bacchini                                                          |
| Assistente/i                                                                |
| - Randy Dean Behring Legenda - (C) Capitano Aggiornato al: 12 novembre 2023 |